# حسن أبو عيد
حسن أبو عيد لاعب كرة قدم سعودي.
لعب لـ نادي النصر حقبة السبعينات الميلادية وكان مهاجم الفريق إلى جانب محمد سعد العبدلي وممدوح بن سعود وأحمد الدنيني.

## المشوار الرياضي

### مسيرته مع النصر
ارتبط اسمه بالحقبة الذهبية لنادي النصر خصوصاً منتصف السبعينات التي شهدت أول كأس ملك للنصر 1974 وكان هو صاحب هدف الفوز في المباراة النهائية التي رعاها الملك فيصل بن عبد العزيز وفيها كسر النصر احتكار الأهلي للبطولة، وساهم بعدها بـ أول بطولة دوري على مستوى المملكة 1975 وسجل أحد أهداف المباراة النهائية الثلاثة التي فاز بها فريقه في مرمى الهلال، كذلك حقق أول كأس اتحاد عام 1976، حقق أيضاً العديد من البطولات منها كأس الملك 1976 وكأسي ولي العهد 1973 و1974 وثلاث بطولات دوري عام متتالية آخرها كان دوري الوسطى والشرقية عام 1973 التي دمجت فيه أندية المنطقة الشرقية مع الوسطى في دوري كامل وهي مرحلة سبقت إقامة الدوري الشامل لكل مناطق المملكة.

### السيطرة على البطولات
شهدت الفترة التي شارك فيها اللاعب سيطرة فريقه على بطولات المملكة وبشكل متتالي حيث تحققت في سنوات لعبه مع الفريق 6 بطولات كبرى متتالية (بالنظر إلى أن كأس الملك 1975 لم تُستكمل وكأس ولي العهد 1975 و1976 لم تُقم) والبطولات هي: كأس ولي العهد 1973 وكأس الملك 1974 وكأس ولي العهد 1974 ودوري المملكة 1975 وكأس الملك 1976 وكأس الاتحاد 1976.

### جيل أبو عيد الذهبي
مبروك التركي وجوهر مرزوق «في الحراسة» وعيد الصغير وناصر الجوهر وسعود أبو حيدر وتوفيق المقرن وسعد الجوهر ومحمد الهديان وعبد الرحمن القباع وخالد التركي ومصطفى النقر وإبراهيم الحمود وسعد السدحان ويعقوب مرسال وأحمد الدنيني وممدوح بن سعود ومحمد سعد العبدلي ومعهم حسن أبو عيد.

## إسهاماته مع النصر
- بطولة الدوري العام للمنطقة الوسطى 1971.
- بطولة الدوري العام للمنطقة الوسطى 1972.
- بطولة الدوري العام للوسطى والشرقية 1973.
- بطولة كأس ولي العهد مرتين 1973 و1974.
- بطولة كأس الاتحاد 1976.
- بطولة كأس الملك مرتين 1974 و1976.